# Asymbolus rubiginosus
Asymbolus rubiginosus es una especie de peces de la familia Scyliorhinidae en el orden de los Carcharhiniformes.

## Morfología
• Los machos pueden llegar alcanzar los 39,3 cm de longitud total.

## Reproducción
Es ovíparo.

## Hábitat
Es un pez de mar y de clima subtropical que vive entre 25-540 m de profundidad.

## Distribución geográfica
Se encuentra en Australia